# Tribunal Distrital dos Estados Unidos para o Distrito de Massachusetts
O Tribunal Distrital dos Estados Unidos para o Distrito de Massachusetts é o tribunal distrital federal cuja jurisdição territorial é a Comunidade de Massachusetts, Estados Unidos. A primeira sessão do tribunal foi realizada em Boston em 1789. O segundo mandato foi realizado em Salem em 1790 e os locais das sessões do tribunal alternaram entre as duas cidades até 1813. Naquele ano, Boston se tornou a sede permanente da corte. Uma divisão ocidental foi aberta em Springfield em 1979 e uma divisão central foi aberta em Worcester em 1987. O edifício principal do tribunal é o Edifício do Tribunal Federal John Joseph Moakley, no Fan Pier, em South Boston .
Os recursos do Distrito de Massachusetts são ouvidos pelo Tribunal de Apelações dos Estados Unidos para o Primeiro Circuito, também localizado no edifício Moakley (exceto para reivindicações de patentes e reivindicações contra o governo dos EUA sob a Lei Tucker, que são recorridas no Circuito Federal ).

## Jurisdição
O Distrito de Massachusetts tem três divisões judiciais:
A Divisão do Leste, abrangendo os condados de Barnstable, Bristol, Dukes, Essex, Middlesex, Nantucket, Norfolk, Plymouth e Suffolk . Os casos da Divisão Leste são ouvidos na cidade Boston.
A Divisão Central, contendo o condado de Worcester . Os casos registrados na Divisão Central são julgados na cidade de Worcester.
A Divisão do Oeste, formado por Berkshire, Franklin, Hampden e Hampshire . Os casos registrados na Divisão Ocidental são julgados na cidade de Springfield.

## Escritório do Procurador dos EUA
O Escrtório do Procurador dos Estados Unidos para o Distrito de Massachusetts representa os Estados Unidos em litígios civis e criminais no tribunal. Desde 19 de maio de  2023 o Procurador dos EUA no distrito é Joshua S. Levy.

## Defensoria Pública Federal
A Defensoria Pública Federal representa indivíduos que não podem pagar um advogado em processos criminais federais e questões relacionadas. O escritório é designado para casos pelos tribunais distritais em três distritos (New Hampshire, Rhode Island e Massachusetts) e pelo Tribunal de Apelações dos EUA para o Primeiro Circuito .